# Судочье
Судо́чье, Судочье озеро, Судочий залив (узб. Sudochye ko‘li/Судочье кўли, каракалп. Sudochye kóli/Судочье көли) — озеро в Муйнакском районе Республики Каракалпакстан, входящей в состав Узбекистана. Расположено в левобережной части дельты Амударьи. В связи с обмелением распалось на ряд водоёмов, и в настоящее время говорят о Судочинской системе озёр.

## Географическое описание
В прошлом озеро Судочье представляло собой крупный, хотя и мелководный, бассейн на территории дельты Амударьи, самое большое озеро дельты. Оно занимало низменность Айбугир. В этом качестве Судочье отмечено уже на морской карте А. И. Бутакова (1848—1849), где подписано заболоченное озеро Айбугир или Лаудан. Озеро простиралось на 24 км к юго-востоку от берега Аральского моря (участка на юго-запад от мыса Урга). Вдоль западного берега озера проходит восточный чинк плато Устюрт.
Ранее Судочье подпитывалось посредством проток Амударьи Раушан и Приемузяк и соединялось протокой с Аральским морем. Площадь водной поверхности озера достигала 350 км², при этом его длина доходила до 250 км при средней ширине в 15 км и средней глубине в 2 м. Минерализация воды изменялась в промежутке 0,6—1,7 ‰. Судочье служило нерестилищем полупроходных видов рыб, добывалось до 2000 т рыбы.

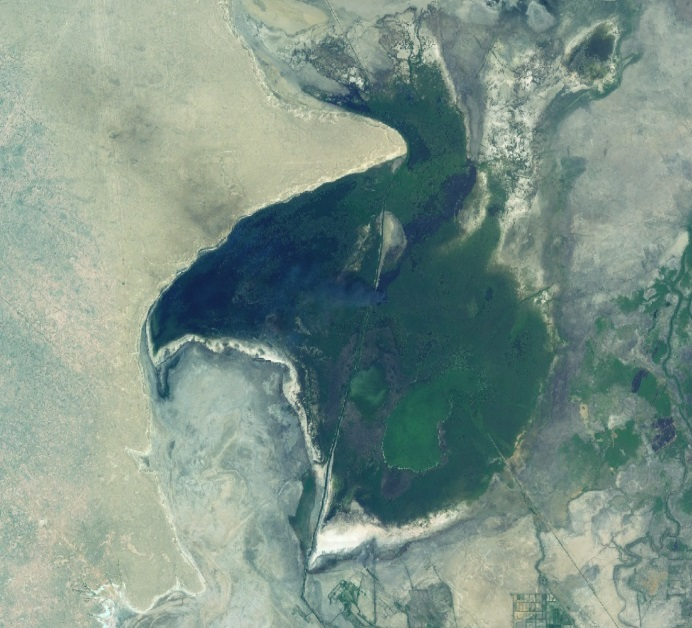
Озеро из космоса.

В 1950—1970-е годы в связи с орошением земель приток в озеро существенно сократился и оно полностью утратило своё значение. В 1960-е годы из-за снижения уровня Аральского моря и перекрытия протоки Раушан, прервавшего поступление практически всей речной воды, Судочье стало высыхать. В 1968 году обмелевшее озеро распалось на отдельные водоёмы. В 1972 году его площадь составляла 96 км².
Однако в это же время происходит восстановление притока, в основном, за счёт коллекторно-дренажных вод. Вода Амударьи стала отводиться в Судочье по Кунградскому коллектору и Главному коллектору. Состояние озера оказалось в полной зависимости от водного режима указанных каналов. «Национальная энциклопедия Узбекистана» отмечает, что размеры и минерализация озера подвержены быстрым изменениям.
В «Географической энциклопедии» (2006) сообщается, что площадь озера составляет 333 км², урез воды расположен на высоте 53 м над уровнем моря, минерализация воды равна 3—4 г/л. Согласно «Национальной энциклопедии Узбекистана» (2000—2005), средняя глубина равна 1,5 м.
По данным «Аральской энциклопедии» (2008) на месте бывшего крупного озера сейчас имеются 4 водоёма: Акушпа, Большое Судочье, Каратерень и Бегдулла-Айдин. В 2000—2001 году имело место катастрофическое маловодье, во время которого даже высохло Большое Судочье.

## Комитет управления озера Судочье
Для эксплуатации озера создана неправительственная организация — Комитет управления озера Судочье (КУОС). В состав комитета входят ассоциированные члены: Государственное акционерное общество «Каракалпак-балык» («Каракалпак-рыба»), Государственный комитет природы Республики Каракалпакстан, Министерство сельского и водного хозяйства Республики Каракалпакстан, Управление заповедников и охотничьих хозяйств. Решения, принятые КУОС, обязательны для исполнения всеми его ассоциированными членами.

## Орнитофауна
Озеро Судочье является одним из самых богатых по разнообразию орнитофауны водоёмов в Узбекистане. В общей сложности здесь было отмечено более 230 видов птиц, включая 12 глобально угрожаемых видов, а также 3, находящихся под угрозой в Узбекистане. Во время пролётных миграций водоплавающие птицы 20 видов образуют на озере скопления размером до 86 000 особей. В 1999—2005 годах на озере отмечался пролёт утки савки, численность которой достигала 4000 особей — порядка половины мировой популяции вида. До 50 пар савки, а также от 3 до 30 пар кудрявого пеликана, от 1 до 3 пар балобана (глобально угрожаемые виды) гнездились на озере.
Летом 2014 года совместной экспедицией Общества охраны птиц Узбекистана, Международного фонда спасения Арала и Германского общества международного сотрудничества (GIZ) на озере Судочье была обнаружена крупная популяция обыкновенного фламинго, внесённого в Красную книгу Узбекистана. Колония насчитывает около 7000 гнездящихся птиц, что составляет порядка 1,4 % от общей численности вида в мире. Данная находка особенно примечательна на фоне негативных изменений местных ландшафтов из-за неустойчивости водного режима. Кроме того, на озере наблюдались кудрявый пеликан, розовый пеликан, малый баклан, малая белая цапля, колпица, каравайка, лебедь-шипун, белоглазый нырок, беркут, черноголовый хохотун.
В 1991 году на площади в 50 тыс. га был создан Государственный орнитологический заказник «Судочье». В 2008 году озеро Судочье получило статус «Важнейшей орнитологической территории» (IBA). Объявлено Рамсарским водно-болотным угодьем в 2023 году.